# Miacidae
Los miácidos (Miacidae) son una familia de mamíferos del período Paleoceno y Eoceno entre hace 65 y 33 millones de años, y existieron aproximadamente 32 millones de años. Son considerados como miembros basales del actual orden Carnivora. 
Su tamaño promedio es el de un hurón y se parecía físicamente al género Cimolestes, un género insectívoro que originó a los primeros mamíferos carnívoros. 

## Características
Estos animales se caracterizaban porque podían trepar a los árboles y eran semejantes a las jinetas. Poseían cuerpos pequeños y alargados, y larga cola. También poseen el mismo tipo de  dentadura que los miembros de la orden Carnivora pero carecían de una cavidad auditiva completamente osificada. Además, contaban con un cerebro más desarrollado y características morfológicas aptas para la depredación. Usaban la inteligencia para localizar a sus presas, y sus poderosas garras para atraparla. Sus dientes estaban diseñados parar cortar y desgarrar la carne de sus presas. La familia Miacidae estaba formada por 42 géneros, divididos en dos subfamilias: Miacinos y viverravinos. El primero de estos grupos originó a los caniformes, mientras que el segundo originó a los feliformes. Miacis sería el caniforme más primitivo.

## Taxonomía
- Familia Miacidae†
  - Subfamilia Miacinae†
    - Género Eosictis
    - Género Messelogale[5]
    - Género Miacis
    - Género Miocyon
    - Género Oodectes
    - Género Palaearctonyx
    - Género Paramiacis
    - Género Paroodectes
    - Género Procynodictis[6]
    - Género Prodaphaenus
    - Género Quercygale[7]
    - Género Tapocyon
    - Género Uintacyon
    - Género Vassacyon
    - Género Vulpavus
    - Género Xinyuictis
    - Género Ziphacodon

  - Subfamilia Viverravinae†
    - Género Bryanictis
    - Género Didymictis
    - Género Ictidopappus
    - Género Pristinictis
    - Género Protictis
    - Género Raphictis
    - Género Simpsonictis
    - Género Viverravus